# Thea Rasche (Schauspielerin)
Thea Rasche (* 1990 in Bad Salzungen) ist eine deutsche Schauspielerin und Hörspielsprecherin.

## Leben
Thea Rasche wurde 1990 im thüringischen Bad Salzungen geboren. Sie studierte zunächst in Jena und Bochum die Fächer Psychologie, Theaterwissenschaften und Philosophie, wechselte dann jedoch zum Schauspiel. Sie studierte von 2012 bis 2016 Schauspiel an der Universität der Künste Berlin und absolvierte im Jahr 2017 einen Improvisationsworkshop bei Andreas Dresen an der Internationalen Filmschule Köln. Seit ihrem Studium wohnt sie in Berlin und arbeitet als freischaffende Schauspielerin. Theatererfahrungen sammelte sie unter anderem am Hans-Otto-Theater in Potsdam, am Theater Dortmund, sowie am Deutschen Theater Berlin und am Münchner Volkstheater.
Im Fernsehen spielte sie 2017 in dem Film Tod einer Kadettin und war 2019 in der zweiten Staffel der Serie Counterpart zu sehen.

## Filmografie
- 2017: Tod einer Kadettin (Fernsehfilm)
- 2019: Counterpart (Fernsehserie, Folge: Twin Cities)
- 2022: Himmel & Erde (Fernsehserie)
- 2022: SOKO Potsdam (Fernsehserie, Folge: Wer einmal lügt)
- 2022: Himmel & Erde – Небо та Земля (Himmel & Erde, Fernsehserie, Folge: Sonnenblumen im Februar)
- 2023: Ich bin! Margot Friedländer (Fernsehfilm)
- 2023: SOKO Leipzig (Fernsehserie, Folge: Kein Weg zurück)
- 2024: Wolfsland (Fernsehserie, Folge: Schwarzer Spiegel)
- 2025: Die Vorkosterinnen (Le assaggiatrici)

## Hörspiele
- 2017: Malte Abraham, Simon-Philipp Gärtner, Franziska vom Heede, Sophia Hembeck, Rinus Silze, Teresa Thomasberger, Lars Werner: Rolls-Royce Revolution. Auf den Straßen von St. Petersburg – Dramaturgie und Regie: Mareike Maage (Ein Projekt des 13. Jahrgangs Szenisches Schreiben der  UdK Berlin) (Original-Hörspiel – RBB)
- 2018: Michel Decar, Jakob Nolte: Das Tierreich (Britta Gerke) – Regie: Michel Decar (Hörspielbearbeitung – Deutschlandradio)
- 2018: Michel Decar: Philipp Lahm (Stimme A) – Regie: Michel Decar (Hörspielbearbeitung – Deutschlandradio)
- 2020: Michel Decar: Die besten Sprüche aller Zeiten (Isabelle Tacke) – Regie: Michel Decar (Original-Hörspiel – Deutschlandradio)